# Ewes Water
Das Ewes Water ist ein Wasserlauf in Dumfries and Galloway, Schottland. Es entsteht aus dem Zusammenfluss von Carewoodrig Burn und Mosspaul Burn südlich des Crude Hill. Er fließt in südlicher Richtung bis zu seiner Mündung in den River Esk in Langholm. Die A7 road verläuft auf der westlichen Seite des Flusses von seiner Entstehung bis kurz vor Langholm, wo sie auf die östliche Seite wechselt.